# Schweisshunde
|  | Dublet Denne artikel handler om det samme som Svejshund. (Diskutér artiklen) |

Schweisshunde er en gruppe af jagthunde, hvis eneste formål er at eftersøge anskudt og trafikskadet vildt. Racerne, der anvendes i Danmark, er bl.a. bayersk bjergschweisshund og hannoveransk schweisshund mfl. Derudover anvendes også andre racer, som f.eks. retrievere og stående hunde som schweisshunde.